# Ülő Bika

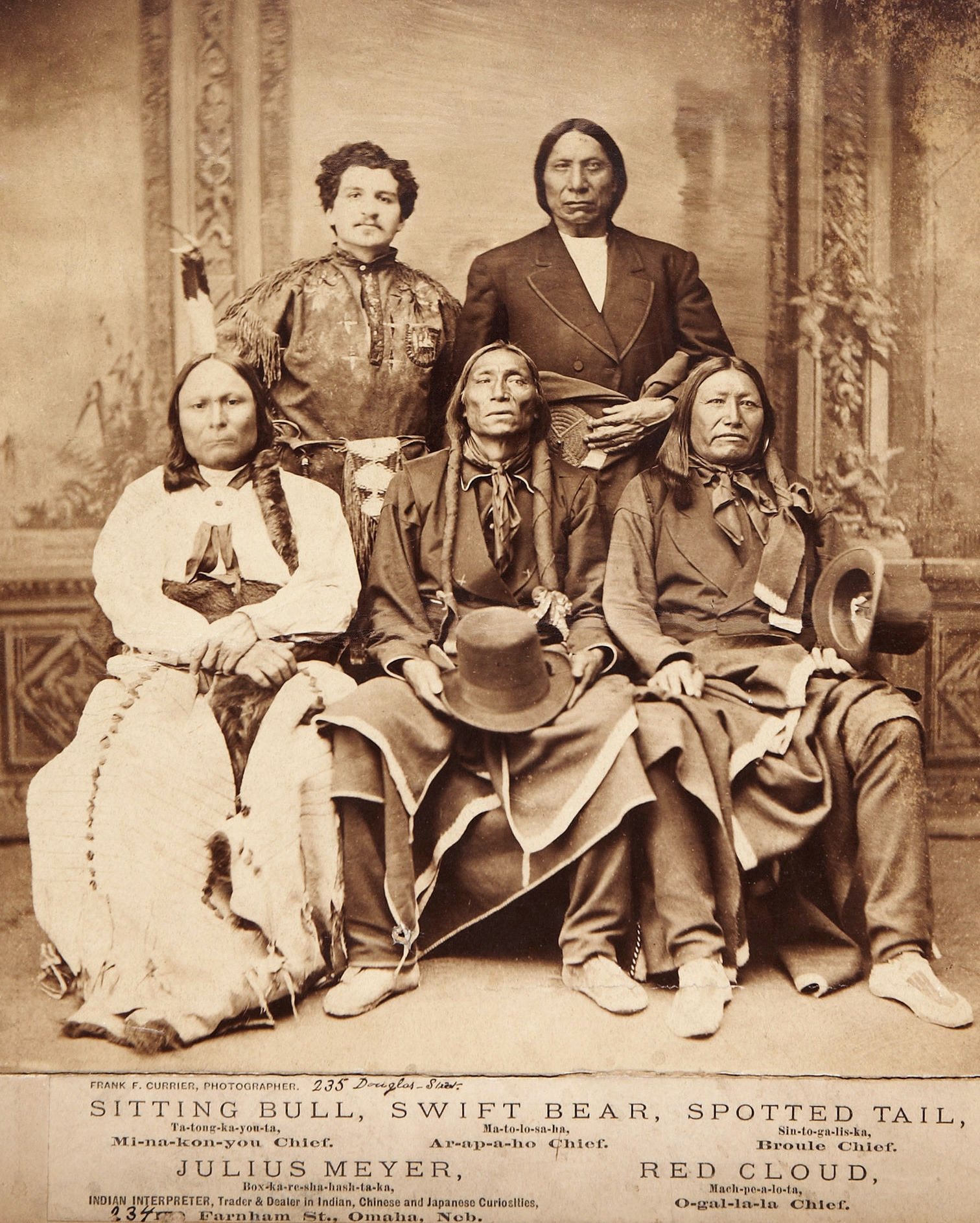
Ülő Bika a Fekete Hegyekről szóló tárgyalásokon készült fotón 1875-ben. Ezután a lakota, sájen és sziú törzsek szövetséget kötöttek, majd Ülő Bika és Őrült Ló vezetésével fegyveres ellenállásba kezdtek.

Ülő Bika (sziú nyelven: Tatanka Ijotake, angolul: Sitting Bull, 1831 – 1890. december 15.) amerikai indián sámán és a hunkpapa sziúk vezetője, aki mintegy 1200 sziú és sájen (cheyenne) harcosával 1876. június 25-én a Little Bighorn-i csatában megsemmisítő győzelmet aratott az amerikai hadsereg George Armstrong Custer által vezetett 7. lovasezrede fölött.
A sziúk felkelése azért tört ki, mert 1868-ban az Egyesült Államok kormánya elűzte a bennszülötteket az eredetileg nekik ítélt földjeikről, miután a területükön lévő Fekete-hegyekben aranyat találtak a pionírok. Ekkortól kezdődött el a sziúk üldöztetése.
Az amerikai kormány megtorlása elől Ülő Bika Kanadába vezette törzsét, ahol 1881-ig éltek. 1881. július 20-án visszatért szülőföldjére, és harcosaival letette a fegyvert az amerikai csapatok előtt Fort Bufordnál, Dakota Területen, a Yellowstone és Missouri folyók összefolyásánál. Az amerikai kormány amnesztiát ígért neki. Népével együtt a mai Standing Rock Sziú Rezervátum területére deportálták.
Életének későbbi szakaszában Ülő Bika Buffalo Bill bölényvadász és showman vadnyugati show-műsorával járta az országot, és nagy népszerűségnek örvendett. Amikor a közönséghez kellett szólnia, gyakran anyanyelvén megátkozta őket, a hallgatóság nagy tapsa közepette.
Ha a Nagy Szellem azt akarta volna, hogy úgy éljek, mint a fehér ember, akkor annak teremtett volna. A sast sem lehet kötelezni, hogy úgy éljen, ahogy a varjú él.

## Halála
Élete vége felé közel került a pajute származású vallási vezető, Wovoka misztikus szellemtánc mozgalmához. Ő maga nem tartozott a mozgalom követői közé, de a hivatalos hatalom ezt a lépését fenyegetésként fogta fel. A kormány tisztviselői és a misszionáriusok felszólítása ellenére sem ítélte el nyilvánosan az új sziú vallást, és a táncolókat sem küldte vissza sátraikba. Ezért a rezervátumért felelős állami megbízott elrendelte Ülő Bika főnök letartóztatását a Standing Rock Rezervátumban. 1890. december 15-én hajnalban néhány önkéntes és az Egyesült Államok indián rendőrségének tagjai vették körül Ülő Bika rezervátumban lévő házát. Letartóztatásának hírére gyülekezni kezdtek Ülő Bika haragos hívei, akik ellenállásra buzdították. Ekkor az idős főnök védekezni kezdett, mire lövöldözés robbant ki. A dulakodásban Ülő Bika és kedvenc fia, Varjúláb is életét vesztette. Ülő Bika holttestét a rendőrség elvitte Fort Yatesbe (Észak-Dakota), és a katonai temetőben hantolták el.

## Magyarul
- Robert M. Utley: A lándzsa és a pajzs. Ülő Bika élete és kora; ford. Hahner Péter / Black Elk: A szent pipa. Az oglala sziúk hét rítusa Fekete Jávorszarvas elbeszélésében; rögzítette, szerk. Joseph E. Brown, ford. Bökönyi Teodóra; Osiris, Budapest, 2004 (Osiris könyvtár. Antropológia)

## Képek

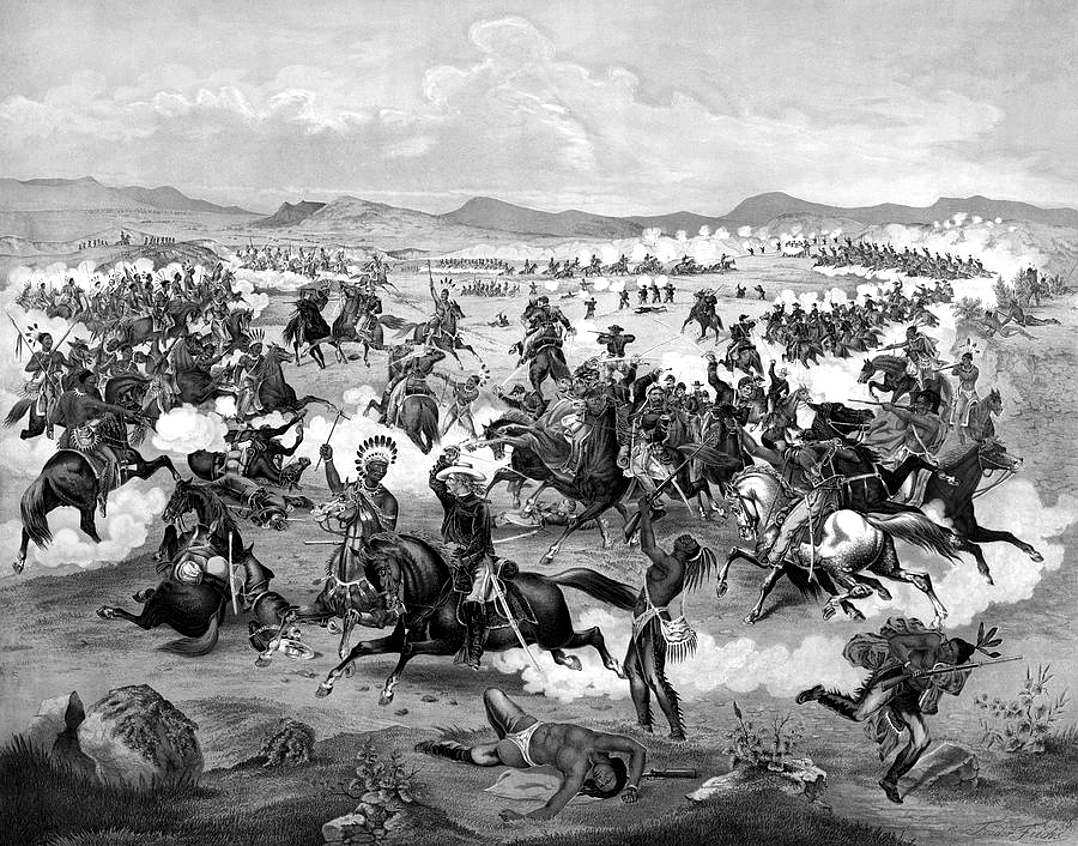
A Little Bighorn-i csata
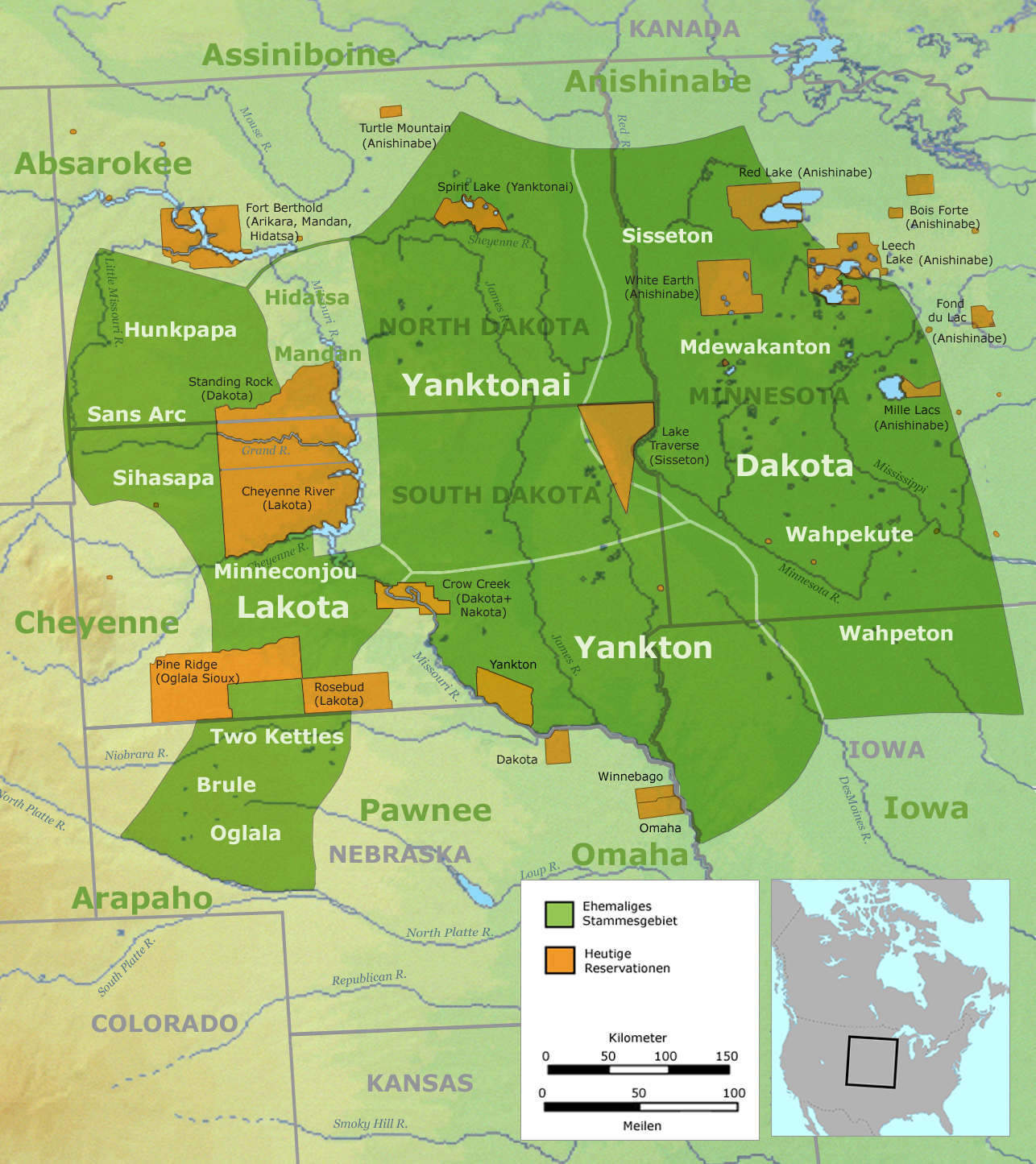
A sziú rezervátum Standing Rock térképe
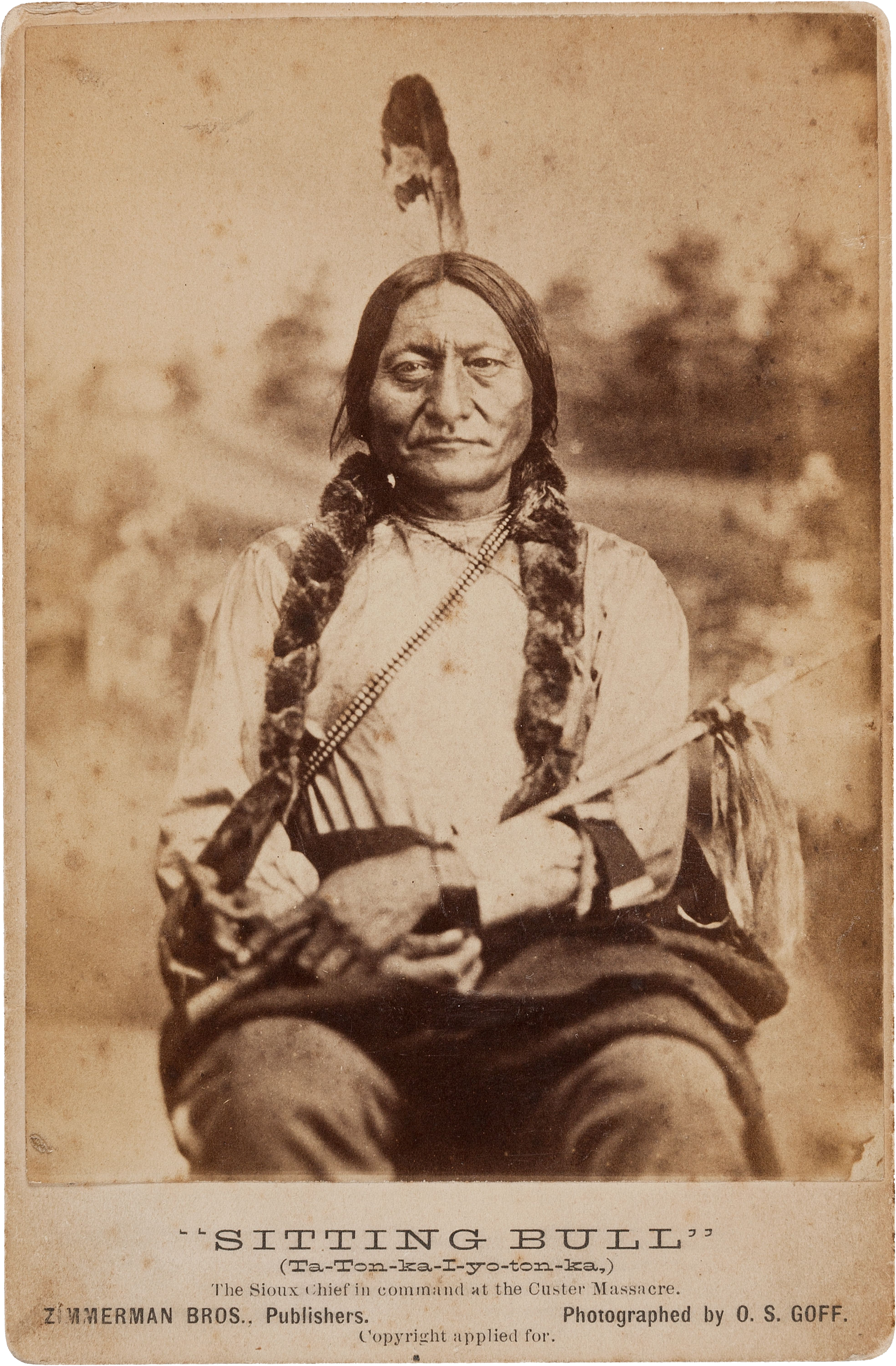
Ülő Bika 1881-ben
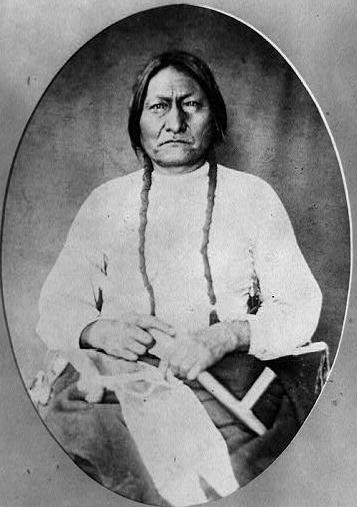
Az 51 éves Ülő Bika 1882-ben, kezében békepipát tart
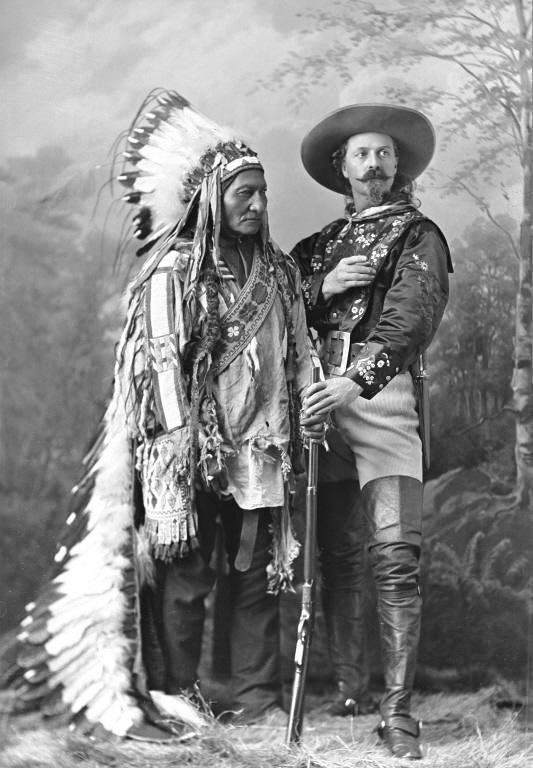
Ülő Bika és Buffalo Bill 1885-ben